# Ronald Kwemoi
Ronald Chebolei Kwemoi (* 19. September 1995 im Mount Elgon District) ist ein kenianischer Mittelstreckenläufer, der sich auf die 1500-Meter-Distanz spezialisiert hat.
Bei den Crosslauf-Weltmeisterschaften 2013 in Bydgoszcz wurde er Neunter im Juniorenrennen.
2014 stellte er mit 3:28,81 min den aktuellen Juniorenweltrekord auf und gewann Silber bei den Commonwealth Games in Glasgow sowie Bronze bei den Afrikameisterschaften in Marrakesch.
2024 belegte Kwemoi bei den Olympischen Spielen in Paris mit einer Zeit von 13:15,04 min Platz 2 hinter dem Norweger Jakob Ingebrigtsen.

## Persönliche Bestzeiten
- 1500 m: 3:28,81 min, 18. Juli 2014, Monaco
- 1 Meile: 3:49,04 min, 27. Mai 2017, Eugene
- 3000 m: 7:28,73 min, 5. Mai 2017, Doha
- 5000 m: 13:16,14 min, 9. Mai 2015, Nobeoka